# Isabel Suárez Chimpu Ocllo
Isabel Suárez Yupanqui, nata Chimpu Ocllo (XVI secolo) è stata una principessa inca, discendente del potente sovrano Huayna Cápac e dell'imperatore Túpac Yupanqui.

## Biografia
Chiamata anche Cecilia, sposò il conquistador spagnolo Sebastián Juan Gomez Garcilaso de la Vega y Vargas, dal quale ebbe dei figli, tra cui il famoso scrittore Garcilaso de la Vega (da non confondere con l'omonimo poeta).
Partecipò, insieme all'eroina Inés de Suárez, alla conquista del Cile.
La sua storia è narrata anche nel romanzo Inés dell'anima mia di Isabel Allende.